# Рунічні камені U 410 і U 411
 Рунічні камені U 410 і U 411 - пам'ятники XI століття, споруджені поруч з дорогою, яка веде до існуючого вже в той час поселення, на місці нинішнього селища Норртіль (швед. Norrtil), Уппланд, Швеція.

## Рунічний камінь U 410

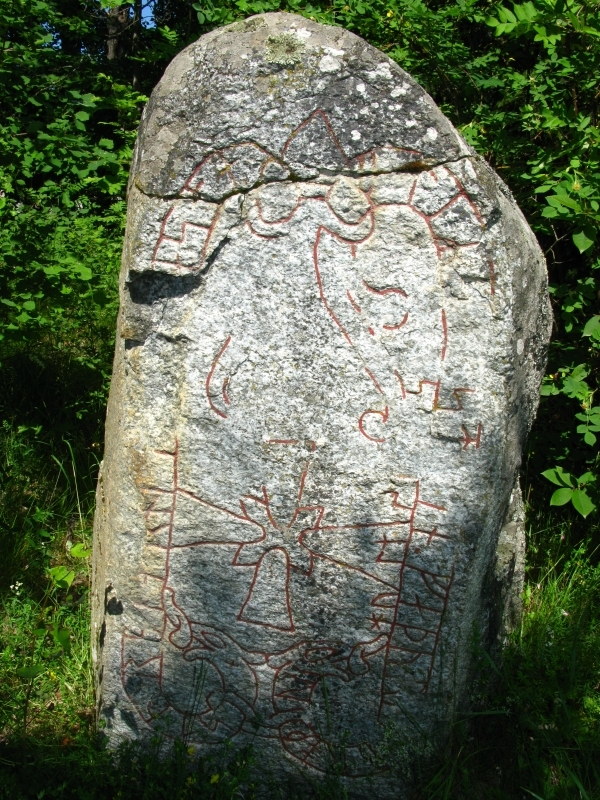
Рунічний камінь U 410

Пам'ятник вперше згадується в 1682 р. Матеріал - сірий граніт, висота - 1,55 м, ширина 0,75 м. Поверхня каменю схильна до осипання, внаслідок чого напис пошкоджено. Втрачені частини тексту, виділені квадратними дужками [], відновлюються за старими зарисовками. Напис викарбувано на тілах двох зміїв, голови і хвости яких з'єднані зв'язками вгорі і внизу. У центрі поміщений хрест. 

× sturbiarn • l [it • rais] a. stai. . . ftiR [•] s [ik] st [a] in • faþur --- broþur hulmst. . . [N] s

Стюрбьерн велів встановити цей камінь в пам'ять Сігстейна, свого батька, брата Хольмстейна. 

У безпосередній близькості від монумента знаходяться декілька поховань епохи вікінгів. 
 
 
 

## Рунічний камінь U 411

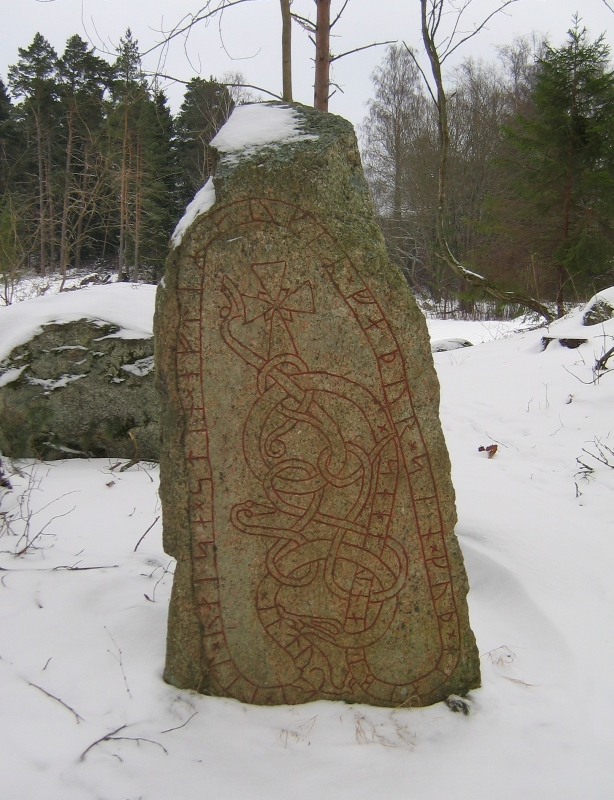
Рунічний камінь U 411

Камінь розташований в 190 м на захід від U 410. Матеріал - рожевий граніт, висота - 1,74 м, ширина 0,93 м. Текст нанесено на тулуб змія, що утворює велику петлю по контуру каменю, всередині якого його голова і хвіст багаторазово переплітаються зі змією меншого розміру. У верхній частині поміщений хрест. Руни висічені глибоко і чітко і добре збереглися. 
 

× ilturi × lit × raisa × stin × eftiR × sukiR × faþur × sin × kuþ × hialbi • ant • ahns × 

ilturi велів встановити цей камінь на пам'ять по Сіггейра (?), свого батька. Бог хай допоможе його душі. 
 

Особисте ім'я ilturi не зустрічається більше ні на одному з рунічних пам'ятників, не відомо воно і з інших скандинавських середньовічних джерел. Лише в переліку межових знаків між областями Веренд і Ньюдунг, збереженому в списку 1320, присутній топонім Illdorabech, до складу якого можливо входило особисте ім'я Illdore. 
 